# MC Kelvinho
Kelvin David Benedito (São Paulo, 28 de Outubro de 1994), mais conhecido pelo nome artístico MC Kelvinho, é um cantor brasileiro de funk, com composições líricas que se assemelham ao funk ostentação e ao funk ousadia, mas o artista se tornou mais conhecido pelo gênero chamado funk DJC (Don Juan Cafajeste), sendo um dos precursores juntamente com MC Kapela MK.

## Carreira
Kelvin frequentava aulas de coral na sua infância, fato que o influenciou a entrar no mundo do funk, em 2007. Antes disto, ele desejava ser jogador de futebol, sendo que fez testes como lateral direito. Ele era um amigo íntimo do cantor MC Daleste, falecido após ser alvejado com três disparos de arma de fogo. em 7 de Julho de 2013; ambos gravaram duas músicas juntos: "Eu amo minha Quebrada" e "Garota Bandida". Poucas semanas após a morte de Daleste, Kelvinho foi entrevistado pelo programa Pânico na Band, da Rede Bandeirantes, juntamente com cantores como MC Gui, MC Guimê e Bio G3, onde apresentou sua casa e falou sobre sua amizade com o finado amigo.
Ele se tornou conhecido no funk por ser um dos precursores, juntamente com MC Kapela MK, do chamado "funk DJC", abreviação de Don Juan cafajeste, onde o lírico exalta a habilidade do homem em iludir as mulheres, desprezando o namoro e o apego destas. O cantor tem quatro clipes gravados: "Nós sabemos o que elas gostam", de 2012; "Meninos do Torro 2", de 2013;  "Deixa a Vida Assim", de 2015; ''Chefe do Mastercard'', de 2016, Com a participação de Mc Dimenor DR 
Kelvinho realiza cerca de 30 a 40 apresentações por mês, onde recebe um cachê aproximado de 5 mil reais por show.

## Principais canções
- "Aposta"
- ''Avisa lá'' (Part. MC Hariel)
- "Bonde do cifrão"
- ''Chefe do Mastercard'' (Part Mc Dimenor DR)
- "Deixa a Vida Assim" (c/ webclipe)
- "Don Juan Cafajeste" (part. MC Kapela MK)
- "Eu amo minha quebrada" (part. MC Daleste)
- "Folgados"
- "Garota Bandida" (part. Mc Daleste)
- ''Lavagem das Notas 2''
- ''Madrugadas''
- "Mais de Mil"
- "Meninos do Torro"
- "Meninos do Torro 2" (c/ videoclipe)
- "Meus Planos"
- "Nós Sabemos o que Elas Gostam" (c/ videoclipe)
- ''Nós ta Chefe''(Part. Mc Rodolfinho)
- ''Nem ai pra Nada'' (Part Mc Ruzika)
- "Os garoto maroto" (part. MC Dimenor DR)
- "Ousadia e alegria"
- "Tirando Onda"